# Josep Serradell i Pérez
Josep Serradell i Pérez, conegut clandestinament com a Román (Canals, la Costera 11 d'agost de 1916 - Mataró 31 d'octubre de 2004) fou un dirigent comunista català. Fundador de les JSUC i del PSUC. Durant la dictadura va participar de l'organització del PSUC a l'interior.

## Biografia
Fill d'un obrer ferroviari, quan era petit la seva família es traslladà a Tortosa. El 1932 començà a treballar com a aprenent d'impressor, ingressa a la UGT i participa de la fundació de la  Joventut Socialista. El 1936 és escollit secretari general de la Joventut Socialista Unificada de Tortosa i regidor a Tortosa pel Front d'Esquerres, al juliol participa en la fundació del Partit Socialista Unificat de Catalunya (PSUC).

### Guerra Civil
L'agost de 1936 marxa com a voluntari al Front d'Aragó, és escollit delegat polític de la centúria. Al desembre ingressa a l'Escola de Guerra de Sarrià de Barcelona d'on en surt amb la graduació de Tinent. El 1937 és destinat a Lleida a la Caserna de Castell de Gardeny. El 1938 és ascendit a Capità.

### Exili i Postguerra
Després de la guerra, s'exilià a Mèxic. Realitzà diversos viatges a Moscou i, clandestinament, a Barcelona. Juntament amb la seua companya, Margarida Abril, participà en la reorganització del PSUC a l'interior. Torna definitivament a Catalunya el 1956 per tal de preparat la  Vaga Nacional Pacífica de 1959 Fou secretari d'organització del PSUC del 1947 al 1978, quan fou escollit coordinador del Comitè Central.

### Transició
El 1982 en el marc del V Congrés s'oposà a l'eurocomunisme, i s'arrenglerà amb el sector anomenat prosoviètic liderat per Pere Ardiaca. Fou expulsat del PSUC el 1982 sota l'acusació de realitzar activitat fraccional. Fundà amb altres expulsats i sancionats el Partit dels Comunistes de Catalunya (PCC) i en fou membre del Comitè Central fins a la seva defunció.

## Obres
- Serradell, Josep. Clandestinos. Una historia que no se borrará. (en castellà).  Edita Partit dels Comunistes de Catalunya, 1995.
- Serradell, Josep. Salida a la Superfície. (en castellà).  Edita Partit dels Comunistes de Catalunya, 1998.